# Sundsjö
Sundsjö är en av SCB avgränsad och namnsatt småort i Bräcke kommun. Den består av bebyggelse i Sundsjö distrikt (Sundsjö socken) vid östra stranden av Sundsjön i Jämtland i byn Fjällsta och omkring Sundsjö kyrka.